# Hängende Gärten der Semiramis

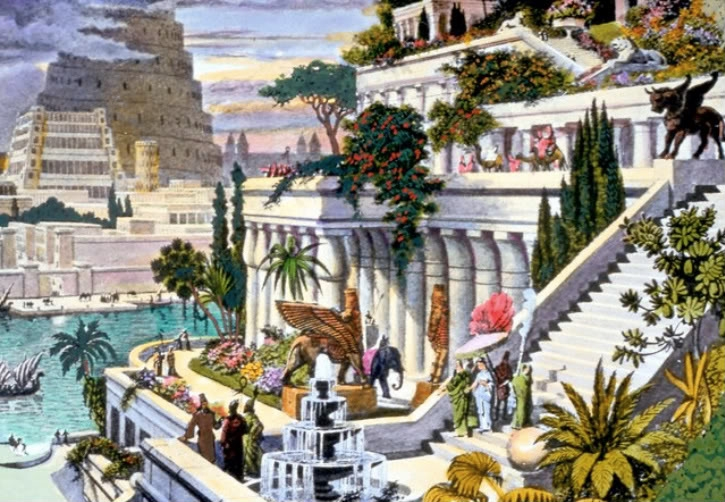
Künstlerische Interpretation der Hängenden Gärten der Semiramis (vermutlich 19. Jahrhundert)

Die Hängenden Gärten der Semiramis, auch die Hängenden Gärten von Babylon genannt, waren nach den Berichten griechischer Autoren eine aufwändige Gartenanlage in Babylon am Euphrat (im Zweistromland, im heutigen Irak gelegen). Sie zählten zu den sieben Weltwundern der Antike. Die griechische Sagengestalt der Semiramis wird manchmal mit der assyrischen Königin Schammuramat gleichgesetzt.

## Geschichte

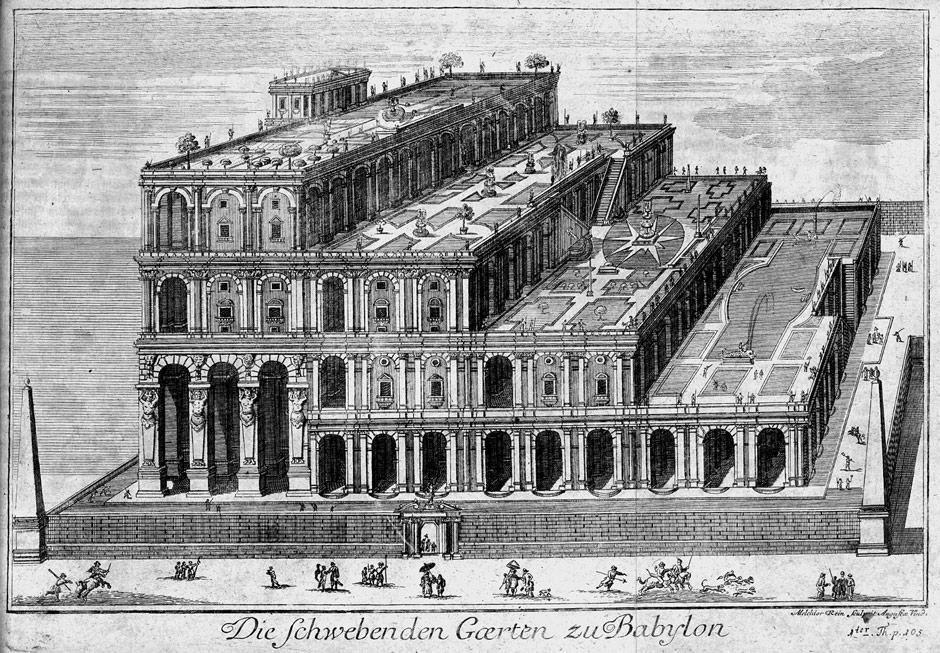
Eine graphische Interpretation:
Die schwebenden Gärten zu Babylon.
In: Humphrey Prideaux: Alt- und Neues Testament In eine Connexion Mit der Jüden und benachbarten Völcker Historie gebracht. J. M. Lobeck, Dresden, Ausgabe 1726

Nach den antiken Schriftstellern lagen die Hängenden Gärten neben oder auf dem Palast und bildeten ein Quadrat mit einer Seitenlänge von 120 Metern. Die Terrassen erreichten eine Höhe von ca. 25 bis 30 Metern. Die dicken Mauern und Pfeiler des Aufbaugerüstes waren überwiegend aus Brandziegeln hergestellt, unter den einzelnen Stufenabsätzen sollen sich Gänge befunden haben. Die Etagenböden bestanden aus drei Lagen, eine Lage aus Rohr mit viel Asphalt, darüber eine doppelte Lage aus gebrannten Ziegeln, die in Gipsmörtel eingebettet waren, und ganz oben dicke Platten aus Blei. So wurde ein Durchdringen von Feuchtigkeit verhindert. Auf diese Konstruktion hätte man Humus aufbringen und verschiedene Baumsorten einpflanzen können. Eine Bewässerung war aus dem nahegelegenen Euphrat möglich.
Die Beschreibungen, denen wir unsere Vorstellung dieser Gärten verdanken, gehen auf folgende Autoren zurück:
- Antipatros von Sidon (Beginn des 2. Jahrhunderts v. Chr.), in dessen Gedicht über die sieben Weltwunder in der Anthologia Palatina jedoch kein Ort genannt wird („auch die Hängenden Gärten und den Koloß des Helios“).[1]
- Den Chaldäer Berossos (* etwa 350 v. Chr.), aus dessen verlorenem Werk Babyloniaka der jüdische Geschichtsschreiber Flavius Josephus ausführlich zitierte.
- Den griechischen Mediziner Ktesias von Knidos, der um 400 v. Chr. in persische Kriegsgefangenschaft geriet und als Leibarzt des Königs Artaxerxes II. tätig war. Er hinterließ ein umfangreiches und streckenweise fantasiereiches Werk mit dem Titel Persika. Was er darin über Babylon schrieb, ist weitgehend verloren, bis auf Zitate in den Werken von Diodor und Quintus Curtius Rufus.
- Diodor, der seine Beschreibung (Historien 2,10,1–6) ungefähr in der Mitte des 1. Jahrhunderts v. Chr. schrieb und der aus einem mittlerweile verloren gegangenen Werk des Griechen Ktesias von Knidos zitiert. Ktesias diente vermutlich lange vor den Eroberungen durch Alexander den Großen am persischen Hof. Sein Bericht beruht vermutlich wiederum auf einem Bericht des antiken griechischen Geschichtsschreibers Kleitarchos.[2] Diodoros Sikulos’ Bericht ist vor allem wesentlich, weil er eindeutig festhält, dass kein Mechanismus sichtbar war, der das Wasser nach oben transportierte.[3]
- Strabon, ein griechischer Gelehrter, der im 1. Jahrhundert v. Chr. seine Geographie schrieb.
- Philon von Byzanz, der vermutlich um 250 v. Chr. eine Art Reiseführer zu den sieben Weltwundern schrieb.

Nach der allgemeinen Überlieferung sollen die Gärten von Königin Semiramis errichtet worden sein, deren Ruhm auch heute noch bis ins entfernte Armenien reicht, wo ein großer Bewässerungskanal für die Stadt Van (heute Türkei) am Vansee „Strom der Semiramis“ und der höchste Teil des Kastells der Stadt „Semiramisburg“ genannt wird.
Gegen die bereits im Altertum kursierende Meinung, dass die Gärten von Semiramis errichtet wurden, erhob aber schon Diodor Protest (2,10,1): Vielmehr habe sie ein babylonischer König erbaut. Nach genauerer Mitteilung des Borosos sei es Nebukadnezar II. gewesen: Seine Gemahlin soll sich im Tiefland von Babylonien nach den Wäldern und Bergen gesehnt haben, so habe der König ihr die Hängenden Gärten erbaut. Auch andere wichtige antike Autoren, die sich in der Gegend aufhielten oder über die Gegend berichten, benennen die Gärten nicht nach Semiramis, etwa Herodot (Historien 1,181), Xenophon (Kyropaedia) und Plinius der Ältere (Naturalis historia 6,123).

## Lokalisierungsversuche

### In Babylon
Oft wird die von Robert Koldewey im Nordostteil des Südpalastes ausgegrabene Anlage, deren Fundament aus mehreren überwölbten Räumen bestand, als Überrest der hängenden Gärten gedeutet. Dieser Bau bestand aus 14 Kammern. Die Grundmauern bildeten ein Trapez mit Kantenlängen zwischen 23 und 35 Metern. Außerdem verfügte der Bau über eine Brunnenanlage. Auffällig waren vor allem die paternosterähnlichen Bauten, die anscheinend Wasser zwischen mehreren Etagen transportierten. Man fand heraus, dass dieses Wasser mehreren Quellen entsprang. Das ausgegrabene Areal wird Nebukadnezar II. zugewiesen.
Wolfram Nagel lokalisiert die Gärten im Westen der Südburg, wohl im Bereich des Außenwerks, und nimmt dann einen Neubau in persischer Zeit durch Atossa, die Mutter Xerxes’ I., an, die damit an ihre „Großtante Amyitas“, für die Nebukadnezar Gärten hatte einrichten lassen, erinnern wollte.
Julian Reade lokalisiert die Gärten im Außenwerk des sogenannten Nordpalastes, nach Osten zum Palast hin orientiert.
Kai Brodersen nimmt an, dass diese Gärten nie existierten, sondern dass ein unzugänglicher Palastgarten Nebukadnezars II. im Laufe der Jahrhunderte in der Fantasie der Autoren immer wunderbarere Formen annahm. Als Beleg führt er an, dass diese Bauten bis heute nicht zufriedenstellend lokalisiert werden konnten, dass man dem Garten Bewässerungsformen unterstellte, die erst nach Nebukadnezar II. erfunden wurden, und dass weder zeitgenössische babylonische Texte noch Herodot von einem solchen Bau berichten. Auch andere Autoren bezweifeln inzwischen die Deutung Koldeweys, z. B. Michael Jursa.

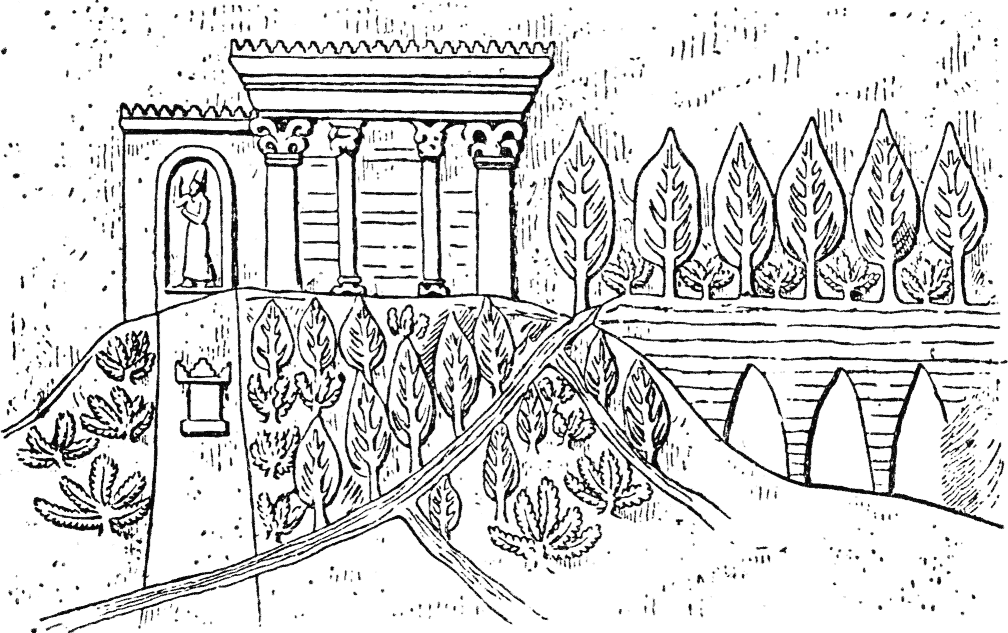
Bild eines assyrischen Gartens, Ausschnitt nach dem Relief aus Kuyunjik (ca. 650 v. Chr.). Das Relief im Britischen Museum zeigt möglicherweise die Hängenden Gärten.

### In Ninive
Einige Wissenschaftler vertreten die These, dass die Berichte der Hängenden Gärten von Babylon eigentlich die weitläufigen Gartenanlagen des Palastes von Sanherib in Ninive und nicht in Babylon beschreiben.
Die Assyriologin und Keilschrift-Expertin Stephanie Dalley von der University of Oxford legte bereits Anfang der 1990er Jahre Argumente für die Deutung vor, die Hängenden Gärten seien der Palastgarten des assyrischen Königs Sanherib gewesen, der rund 100 Jahre vor dem babylonischen König Nebukadnezar II. gelebt hatte. Dieser Palastgarten in Ninive am Tigris sei für Sanheribs Gattin Tašmetu-Šarrat erbaut und mittels einer archimedischen Schraube bewässert worden. Dalley untermauerte 2013 ihr Plädoyer für Ninive in einem Buch mit weiteren Belegen aus topografischen Untersuchungen und historischen Quellen und erregte damit Aufsehen. Dalley stellt die These auf, dass auf dem Relief aus Kuyunjik der Aquädukt von Jerwan dargestellt ist.
Das Aquädukt ist Teil des großen Atrusch-Kanals, der durch den assyrischen König Sanherib zwischen 703 und 690 vor Chr. erbaut wurde, um in Ninive u. a. die weitläufigen Gärten zu bewässern, mit Wasser aus der Chinnis-Schlucht, das 48 km nach Norden umgeleitet wurde.

## Benennung in antiken Schriften
Im Altgriechischen lautete die Bezeichnung οἱ [τῆς Σεμιράμιδος] Κρεμαστοὶ Κῆποι Βαβυλώνιοι hoi [tês Semirámidos] Kremastoí Kêpoi Babylônioi („die Hängenden Gärten [der Semiramis] in Babylon“), im Lateinischen Semiramidis Horti Pensiles („die Hängenden Gärten der Semiramis“) oder Horti Pensiles Babylonis („die Hängenden Gärten Babylons“), im Arabischen الحدائق المعلّقة, DMG al-ḥadāʾiq al-muʿallaqa.

## Trivia
Im Jahr 1989 setzte Saddam Hussein, Diktator der Republik Irak, einen Preis von umgerechnet 1,5 Millionen US-Dollar für denjenigen Iraker aus, der erklären könne, wie die Hängenden Gärten der Semiramis bewässert wurden.